# Cancelos do Meio
Cancelos do Meio é uma aldeia situada na freguesia do Poço do Canto, próximo da cidade de Mêda, em Portugal.

## Educação
- Cancelos do Meio tem uma escola.

## Partimonio
- Solar dos Cancelos

## Outros
- Escola Básica do 1º.Ciclo dos Cancelos